# 15691 Maslov
15691 Maslov eller 1982 TF1 är en asteroid i huvudbältet som upptäcktes den 14 oktober 1982 av den rysk-sovjetiska astronomen Ljudmila Karatjkina vid Krims astrofysiska observatorium på Krim. Den är uppkallad efter ingenjören Vladimir Anatol'evich Maslov.
Asteroiden har en diameter på ungefär 4 kilometer.